# دير ديبري بيزن

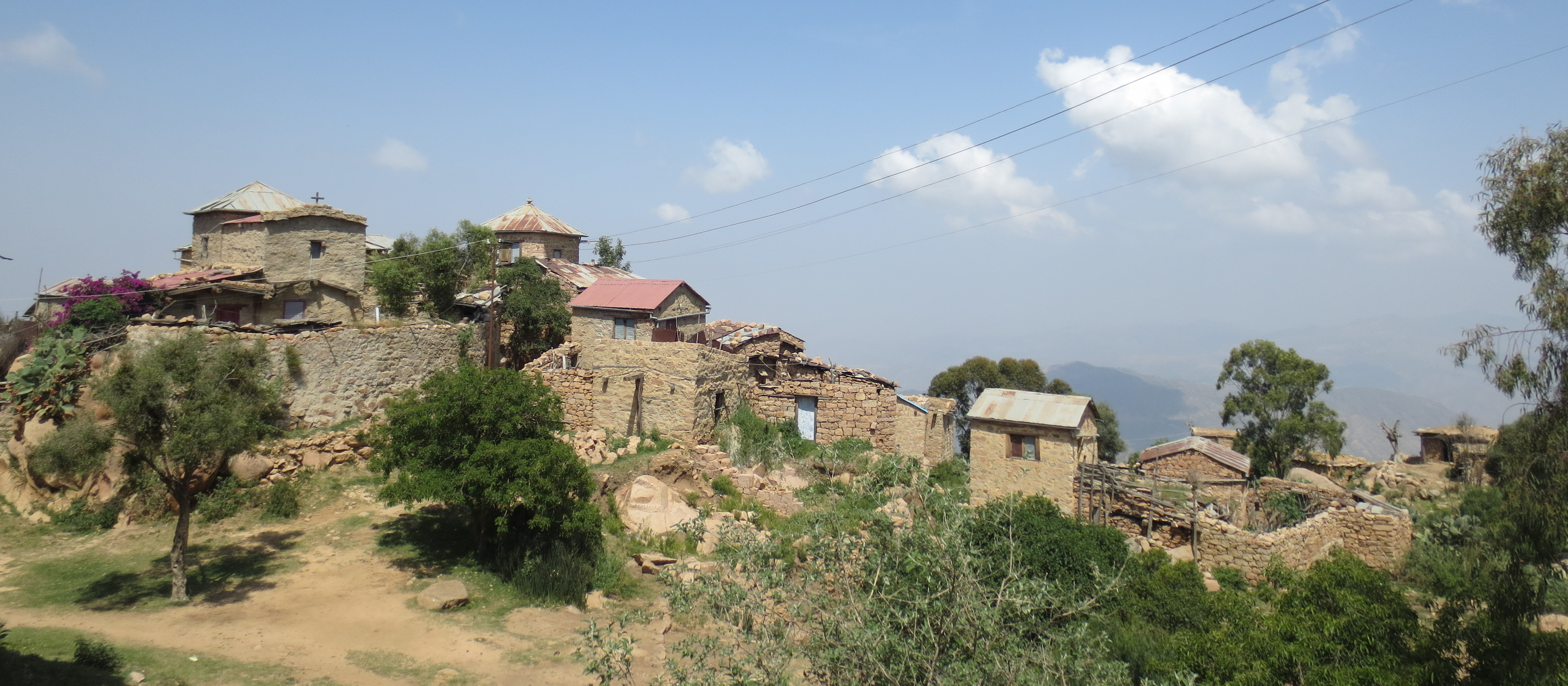
بعض مباني مجمع الدير

ديبري بيزن هو دير كنيسة التوحيد الأرثوذكسية الإريترية. يقع على قمة جبل ديبري بيزن (2460 م) بالقرب من بلدة نفاسيت في إريتريا. تحتوي مكتبتها على العديد من المخطوطات الهامة باللغة الجعزية.

## تاريخ

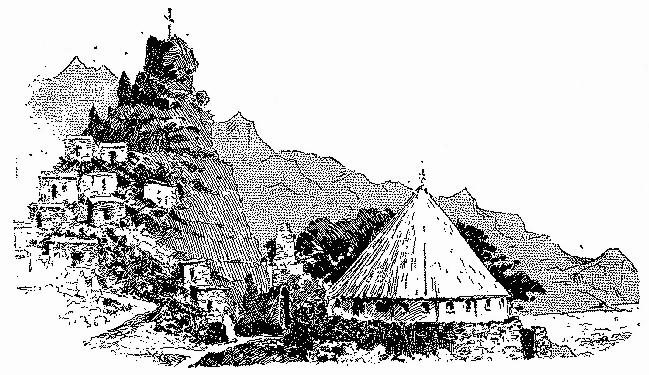
نقش ديبر بيزن، نُشر في الأصل في جيه تي بنت، المدينة المقدسة للإثيوبيين (لندن، 1896)

تأسس دير ديبري بيزن في خمسينيات القرن الثالث عشر من قبل فيليبس، الذي كان تلميذًا لابسادي. بحلول عام 1400، اتبع الدير حكم بيت ايوستاتوس ( (بالإغريقية: Εὐστάθιος)‏ Eustáthios )، كما ذكر في سير القديسين الذي تم تأليفه في وقت لاحق. وفقًا لتوم كيليون، فقد ظل دير ديبري بيزن مستقل عن الكنيسة الإثيوبية،  بينما صرح ريتشارد بانكهورست أن الدير كان يتبع كنيسة التوحيد الأرثوذكسية الإثيوبية المتمركزة في أكسوم. سواء كان الدير يتبع الكنيسة الاثيوبية في ذلك الوقت أم لا، فان الذي منح الأرض لبناء دير دبري بيزن هو الإمبراطور زرع يعقوب.
كان الدير واحداً من عدة مساكن دمرتها الدولة العثمانية في حملاتها لتأسيس مقاطعة إيالة الحبشة في القرن السادس عشر.
عندما احتجز أبونا يوأنس الرابع عشر، الذي جاء من القاهرة إلى إثيوبيا ليكون مطرانا للكنيسة الإثيوبية، في حرقيقو من قبل الوالي المحلي، ساعده رئيس دير ديبري بيزن على الهروب.